# Ranikhet
Ranikhet (hindi रानीखेत) – miasto w północnych Indiach w stanie Uttarakhand, na pogórzu Himalajów Małych.
Populacja miasta w 2001 roku wynosiła 19 049 mieszkańców.